# Žakovce
Žakovce é um município da Eslováquia, situado no distrito de Kežmarok, na região de Prešov. Tem 16,03 km² de área e sua população em 2018 foi estimada em 908 habitantes.

## Demografia
| Ano:        | 1994 | 2004    | 2014    | 2024   |
| ----------- | ---- | ------- | ------- | ------ |
| Broj ljudi: | 568  | 709     | 861     | 863    |
| Razlika:    |      | +24,82% | +21,43% | +0,23% |

| Ano:               | 2023 | 2024   |
| ------------------ | ---- | ------ |
| Número de pessoas: | 860  | 863    |
| Diferença:         |      | +0,34% |